# The Top of the Volcano: The Award-Winning Stories of Harlan Ellison
The Top of the Volcano: The Award-Winning Stories of Harlan Ellison är en novellsamling av den amerikanske författaren Harlan Ellison, utgiven 2014 av Subterranean Press.
Boken samlar många av Ellisons mest kända och prisbelönta noveller publicerade under nästan femtio år (1960- till 2010-talen). Vissa av berättelserna har filmatiserats, såsom "A Boy and His Dog", "Paladin of the Lost Hour" (som ett  avsnitt i Twilight Zone från 1985) och "Djinn, No Chaser", (som ett avsnitt i Tales from the Darkside), också 1985.
Novellerna spänner över ett flertal genrer inom vilka Ellison var verksam under sin karriär, såsom science-fiction, fantasy, skräck och kriminallitteratur, och vissa av texterna tillhör den New Wave-strömning som uppstod i slutet av 1960-talet.
"The Whimper of Whipped Dogs" inspirerades av mordet på Kitty Genovese. 

## Innehåll
- "Repent, Harlequin!" Said the Ticktockman" (1965) (Hugopriset och Nebulapriset 1966)
- "I Have No Mouth, and I Must Scream" (1967) (Hugopriset 1968)
- "The Beast That Shouted Love at the Heart of the World" (1969) (Hugopriset 1969)
- "A Boy and His Dog" (1969) (Nebulapriset 1970)
- "The Region Between" (1970) (Locuspriset och Hugopriset 1971)
- "Basilisk" (1972) (Locuspriset 1973)
- "The Deathbird" (1973) (Hugopriset och Locuspriset 1974)
- "The Whimper of Whipped Dogs" (1973)
- "Adrift Just Off the Islets of Langerhans: Latitude 38° 54' N, Longitude 77° 00' 13" W" (1974) (Hugopriset och Locuspriset 1975)
- "Croatoan" (1975) (Locuspriset 1976)
- "Jeffty Is Five" (1977) (Hugopriset och Locuspriset 1978, British Fantasy Award 1979)
- "Count the Clock That Tells the Time" (1978) (Locuspriset 1979)
- "Djinn, No Chaser" (1982) (Locuspriset 1983)
- "Paladin of the Lost Hour" (1985) (Hugopriset och Locuspriset 1986)
- "With Virgil Oddum at the East Pole" (1985) (Locuspriset 1986)
- "Soft Monkey" (1987)
- "Eidolons" (1988) (Locuspriset 1989)
- "The Function of Dream Sleep" (1988) (Locuspriset 1989)
- "The Man Who Rowed Christopher Columbus Ashore" (1991)
- "Mefisto in Onyx" (1993) (Bram Stoker Award 1993, Locuspriset 1994)
- "Chatting with Anubis" (1995) (Bram Stoker Award 1995, Deathrealm Award 1996)
- "The Human Operators" (1971) (skriven med A. E. Van Vogt)
- "How Interesting: A Tiny Man" (2010) (Nebulapriset 2011)